# Texaco Cup
A Texaco Cup foi uma competição de futebol amigável disputada entre clubes da Inglaterra, Irlanda,  Irlanda do Norte e Escócia que não conseguiram qualificação para competições da UEFA, tendo sido disputada de 1970 a 1975 e patrocinada pela Texaco. A partir de 1975 essa copa passou a se chamar Copa Anglo-Escocesa, após a perda do patrocínio da Texaco.

## Vencedores
| Época               | Campeão           | Placar       | Vice-Campeão        | Terceiro Lugar   | Quarto Lugar     |
| ------------------- | ----------------- | ------------ | ------------------- | ---------------- | ---------------- |
| Copa Texaco         |                   |              |                     |                  |                  |
| 1970–71 Detalhes    | Wolverhampton     | 3 - 1 0 - 1  | Heart of Midlothian | Motherwell       | Derry City       |
| 1971–72 Detalhes    | Derby County      | 0 - 0 2 - 1  | Airdrieonians       | Newcastle United | Ballymena United |
| 1972–73 Detalhes    | Ipswich Town      | 2 - 1 2 - 1  | Norwich City        | Newcastle United | Motherwell       |
| 1973–74 Detalhes    | Newcastle United  | 2 - 1 (Pro.) | Burnley             | Dundee United    | Norwich City     |
| 1974–75 Detalhes    | Newcastle United  | 0 - 1 3 - 0  | Southampton         | Oldham Athletic  | Blackburn Rovers |
| Copa Anglo-Escocesa |                   |              |                     |                  |                  |
| 1975-76 Detalhes    | Middlesbrough     | 1 - 0 0 - 0  | Fulham              | Motherwell       | Mansfield Town   |
| 1976-77 Detalhes    | Nottingham Forest | 1 - 1 4 - 0  | Leyton Orient       | Patrick Thistle  | Ayr United       |
| 1977-78 Detalhes    | Bristol City      | 2 - 1 1 - 1  | Saint Mirren        | Notts County     | Hibernian        |
| 1978-79 Detalhes    | Burnley           | 4 - 0 0 - 1  | Oldham Athletic     | Mansfield Town   | Saint Mirren     |
| 1979-80 Detalhes    | Saint Mirren      | 2 - 0 3 - 1  | Bristol City        | Morton           | Sheffield United |
| 1980-81 Detalhes    | Chesterfield      | 1 - 0 1 - 1  | Notts County        | Bury             | Kilmarnock       |

## Participantes
| - Aberdeen - Airdrieonians - Alloa Athletic - Ards - Ayr United - Ballymena United - Berwick Rangers - Birmingham City - Blackburn Rovers - Blackpool - Bolton Wanderers - Bristol City - Bristol Rovers - Burnley - Bury - Cambridge United - Cardiff City - Carlisle United - Celtic | - Chelsea - Chesterfield - Clydebank - Clyde - Coleraine - Coventry City - Crystal Palace - Derby County - Derry City - Dunfermline Athletic - Dundee - Dundee United - East Stirlingshire - Everton - Falkirk - Fulham - Grimsby Town - Heart of Midlothian - Hibernian - Huddersfield Town | - Hull City - Ipswich Town - Kilmarnock - Leicester City - Leyton Orient - Limerick - Luton Town - Leicester City - Manchester City - Mansfield Town - Middlesbrough - Morton - Motherwell - Newcastle United - Norwich City - Nottingham Forest - Notts County - Oldham Athletic - Partick Thistle - Peterborough United | - Plymouth Argyle - Preston North End - Queen of the South - Raith Rovers - Rangers - Saint Mirren - Saint Johnstone - Shamrock Rovers - Sheffield United - Shrewsbury Town - Stirling Albion - Stoke City - Southampton - Sunderland - Tottenham Hotspur - Waterford - West Bromwich Albion - West Ham United - Wolverhampton Wanderers |